# Lovers on the Sun
Lovers on the Sun (englisch für ‚Liebende auf der Sonne‘) ist ein Song des französischen DJs und Musikproduzenten David Guetta. Der Gesang stammt vom US-amerikanischen Singer-Songwriter Sam Martin. Das Lied wurde am 30. Juni 2014 als Download veröffentlicht und von Guetta, Sam Martin, Frédéric Riesterer, Giorgio Tuinfort, Jason Evigan, Mike Einziger und Avicii geschrieben. In Deutschland, Österreich, Großbritannien und Finnland erreichte es Platz eins der Singlecharts.

## Musikvideo
Zuerst wurde ein Lyric-Video im Wild-West-Stil produziert und am 12. August 2014 erschien auch ein Musik-Video, ebenfalls im Wild-West-Stil unter der Regie von Marc Klasfeld. In dem Video spielt Schauspieler Ray Liotta einen Schurken.

## Kritik
4Music meinte zu Lovers on the Sun, dass es nur gut sein kann, da unter anderem zwei erfolgreiche DJs (David Guetta und Avicii) den Song produziert haben.

## Mitwirkende
- David Guetta – Songwriter, Produzent, Instrumente
- Sam Martin – Songwriter, Gitarre, Stimme
- Frédéric Riesterer – Songwriter, Produzent, Instrumente
- Giorgio Tuinfort – Songwriter, Produzent, Instrumente, Piano
- Jason Evigan – Songwriter, Gitarre
- Mike Einziger – Songwriter, Gitarre
- Avicii (Tim Bergling) – Songwriter, Produzent, Instrumente, Piano
- Daddy’s Groove – Produzent, Programmierer, Mixer
- Ralph Wegner – Sound-Designer
- Xavier Stephenson – Aufnahme-Ingenieur
- Aaron Ahmad – Aufnahme-Ingenieur
- Paul Power – Orchester-Aufnahme, Orchester-Mixer
- Franck van der Heijden – Orchester-Leiter
- Ben Mathot – Erste Violine
- Floortje Beljon – Erste Violine
- Ian de Jong – Erste Violine
- Inger van Vliet – Erste Violine
- Marleen Veldstra – Erste Violine
- Sara de Vries – Erste Violine
- Sofie van der Pol – Erste Violine
- Tseroeja van den Bos – Erste Violine
- Diewertje Wanders – Zweite Violine
- Elise Noordhoek – Zweite Violine
- Judith Eisenhardt – Zweite Violine
- Judith van Driel – Zweite Violine
- Maartje Korver – Zweite Violine
- Marleen Wester – Zweite Violine
- Annemarie Hensens – alt violin
- David Faber – Cello
- Jascha Bordon – Cello
- Thomas van Geelen – Cello
- Hinse Mutter – Kontrabass
- Jesse Feves – Kontrabass

## Kommerzieller Erfolg

### Chartplatzierungen
| ChartsChartplatzierungen     | Höchstplatzierung | Wochen |
| ---------------------------- | ----------------- | ------ |
| Deutschland (GfK)            | 1 (29 Wo.)        | 29     |
| Frankreich (SNEP)            | 5 (33 Wo.)        | 33     |
| Österreich (Ö3)              | 1 (19 Wo.)        | 19     |
| Schweiz (IFPI)               | 2 (28 Wo.)        | 28     |
| Vereinigtes Königreich (OCC) | 1 (19 Wo.)        | 19     |

| ChartsJahrescharts (2014)    | Platzierung |
| ---------------------------- | ----------- |
| Deutschland (GfK)            | 14          |
| Frankreich (SNEP)            | 35          |
| Österreich (Ö3)              | 24          |
| Schweiz (IFPI)               | 18          |
| Vereinigtes Königreich (OCC) | 60          |

### Auszeichnungen für Musikverkäufe
| Land/Region                  | Auszeichnungen für Musikverkäufe (Land/Region, Auszeichnung, Verkäufe) | Verkäufe  |
| ---------------------------- | ---------------------------------------------------------------------- | --------- |
| Australien (ARIA)            | Platin                                                                 | 70.000    |
| Deutschland (BVMI)           | Platin                                                                 | 400.000   |
| Frankreich (SNEP)            | —                                                                      | 54.300    |
| Italien (FIMI)               | 2× Platin                                                              | 60.000    |
| Mexiko (AMPROFON)            | Gold                                                                   | 30.000    |
| Neuseeland (RMNZ)            | Gold                                                                   | 7.500     |
| Österreich (IFPI)            | Gold                                                                   | 15.000    |
| Schweden (IFPI)              | 3× Platin                                                              | 120.000   |
| Schweiz (IFPI)               | Platin                                                                 | 30.000    |
| Spanien (Promusicae)         | Platin                                                                 | 40.000    |
| Vereinigtes Königreich (BPI) | Platin                                                                 | 600.000   |
| Insgesamt                    | 3× Gold · 10× Platin ·                                                 | 1.426.800 |

Hauptartikel: David Guetta/Auszeichnungen für Musikverkäufe